# Mixxx
Mixxx是開放源碼的數位DJ軟件，可以使用一台個人電腦將獨立的音樂混合在一起。

## 概述
該項目開始於2001年初首批數位DJ系統。今天Mixxx包括了數位DJ解決方案許多的共同特點，但也有一些獨特的功能：它本身支持先進的MIDI DJ控制器，可以運行在所有主要的桌面操作系統。此外Mixxx有一些關鍵功能幫助DJ現場混音：Beat estimation和並行視覺效果。
在2009年8月，Mixxx 1.7.0釋出，尤其是採用了先進的MIDI控制器支持全面的反饋。此版本自1.6系列已經對許多穩定性進行了改進，採用原生64位Windows二進位檔＆Mac OSX Universal binary（所以它可以運行在10.4和上PPC和Intel的CPU)。

## 音頻和硬件支持
Mixxx支持Windows上的ASIO和DirectSound，Linux上的JACK、OSS、ALSA，Mac OS X的CoreAudio。Mixxx還可以讀取最流行的音頻格式，包括MP3、Ogg Vorbis、Wave、Aiff和FLAC。對於外部硬件控制，Mixxx支持MIDI和標準輸入設備，如操縱桿和鼠標。

## 外部連結
- The Mixxx Homepage （页面存档备份，存于）
- The Mixxx wiki, including HOWTOs and tutorials （页面存档备份，存于）